# Pseudochthonius
Pseudochthonius es un género de arácnido  del orden Pseudoscorpionida de la familia Chthoniidae.

## Especies
Las especies de este género son::
- Pseudochthonius arubensis Wagenaar-Hummelinck, 1948
- Pseudochthonius beieri Mahnert, 1978
- Pseudochthonius billae Vachon, 1941
- Pseudochthonius biseriatus Mahnert, 2001
- Pseudochthonius brasiliensis Beier, 1970
- Pseudochthonius clarus Hoff, 1963
- Pseudochthonius congicus Beier, 1959
- Pseudochthonius doctus Hoff, 1963
- Pseudochthonius falcatus Muchmore, 1977
- Pseudochthonius galapagensis Beier, 1977
- Pseudochthonius gracilmanus Mahnert, 2001
- Pseudochthonius heterodentatus Hoff, 1946
- Pseudochthonius homodentatus Chamberlin, 1929
- Pseudochthonius insularis Chamberlin, 1929
- Pseudochthonius leleupi Beier, 1959
- Pseudochthonius moralesi Muchmore, 1977
- Pseudochthonius mundanus Hoff, 1963
- Pseudochthonius naranjitensis (Ellingsen, 1902)
- Pseudochthonius orthodactylus Muchmore, 1970
- Pseudochthonius perreti Mahnert, 1986
- Pseudochthonius pulchellus (Ellingsen, 1902)
- Pseudochthonius ricardoi Mahnert, 2001
- Pseudochthonius simoni (Balzan, 1892)
- Pseudochthonius strinatii Beier, 1969
- Pseudochthonius thibaudi Vitali-di Castri, 1984
- Pseudochthonius troglobius Muchmore, 1986
- Pseudochthonius tuxeni Mahnert, 1979
- Pseudochthonius yucatanus Muchmore, 1977
- †Pseudochthonius squamosus Schawaller, 1980